# Guacotecti
Guacotecti é um município do departamento de Cabañas, em El Salvador. Sua população estimada em 2013 era de 3 049 habitantes.